# Bourg-sous-Châtelet
Bourg-sous-Châtelet és un municipi francès, es troba al departament del Territori de Belfort i a la regió de Borgonya - Franc Comtat. L'any 2002 tenia 128 habitants.

## Demografia
| 1962 | 1968 | 1975 | 1982 | 1990 | 1999 | 2002 |
| ---- | ---- | ---- | ---- | ---- | ---- | ---- |
| 30   | 28   | 45   | 85   | 111  | 126  | 128  |